# آلفرد راث (بازیکن فوتبال)
آلفرد راث (انگلیسی: Alfred Roth؛ ۴ اکتبر ۱۸۹۰ – ۵ سپتامبر ۱۹۶۶ (۷۵ سال)) بازیکن فوتبال اهل فرانسه بود.
از باشگاه‌هایی که در آن بازی کرده‌است می‌توان به اشاره کرد.
وی همچنین در تیم ملی فوتبال فرانسه بازی کرده‌است.